# Il lavoro dell'attore su se stesso
Il lavoro dell'attore su se stesso è un libro scritto da Konstantin S. Stanislavskij, regista e teorico del teatro russo.

## Contenuto

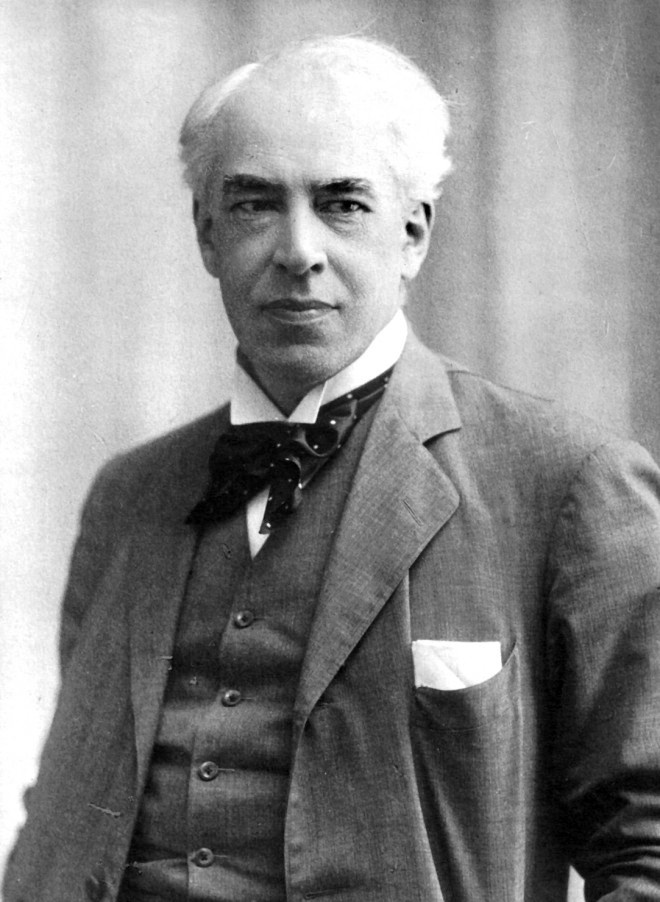
L'autore

Il libro viene scritto sotto forma di diario di un immaginario attore, Kostantin Nasvanov, che frequenta la scuola di teatro del regista Arkadij Nicolaevic Torcov dove egli apprende, durante i due anni di corso, le varie fasi del metodo.
Il libro si divide in due parti; nella prima parte spiega il metodo per attuare i sentimenti e nella seconda il metodo per creare i personaggi.
Nella prima parte l'autore spiega che è fondamentale rivivere la scena; attraverso il subconscio, la volontà, e la coscienza si deve giungere ad esprimere esternamente quello che è interiore, con l'apporto indispensabile della voce e del corpo che devono comunicare con precisione le sensazioni interiori. L'aspetto esteriore (trucco, costumi...) è molto importante per concentrarsi sulla scena e per avere maggiore sicurezza, ma non è sufficiente.
Il subconscio è molto importante in quanto è indispensabile alla creazione; esso si manifesta in effetti in tutti gli aspetti della vita normale, il guaio è che a teatro esso si manifesta di rado, e pertanto va stimolato.
Usando la psicotecnica, si porta l'attore in una condizione creativa che consente il prodursi del processo creativo subcosciente. Concentrando l'attenzione sul problema principale si stimola l'intervento del subconscio per la soluzione di tutti quelli minori.
È da evitare la recitazione d'istinto in quanto non sarà mai costante, ma alterna; così come quella “generica”, in quanto l'arte ama l'ordine e l'armonia. Per fare questo bisogna dimenticare tutte le abitudini legate alla vita reale ed imparare tutto da principio, proprio come fa un bambino.
Mentre si recita, l'azione per essere vera deve avere un fondamento e rispondere ad uno scopo. Uno dei primi concetti che Stanislavskij propone è il “se” che insieme alle “circostanze date” sono la chiave per un'azione scenica vera. L'attore deve domandarsi: “se io fossi in questa situazione...”. Deve inoltre conoscere tutti gli elementi che determinano l'azione stessa per poter reagire con un'azione reale a delle circostanze immaginarie.
È fondamentale riconoscere il “vero” di una scena per raggiungere la verità scenica quasi assoluta, ma nello stesso tempo bisogna capire qual è il “falso” ed eliminarlo, come con i cliché della recitazione enfatica.
L'immaginazione è indispensabile per il mestiere dell'attore non solo per creare, ma anche per rinnovare ciò che è già stato creato. La fantasia deve essere attiva e deve essere costantemente allenata. Lo scopo è quello di diventare protagonisti di questa vita immaginaria; “io sono” non vedendomi più in me stesso ma agendo in base ad essa.
Anche l'attenzione e l'osservazione devono essere costantemente allenate, pure nella vita quotidiana; esse disciplinano la logica e la coerenza. Un metodo per allenare se stessi ad estraniarsi dal pubblico è concentrandosi sul cosiddetto “oggetto punto”, all'interno del nostro cerchio d'attenzione.
Un altro elemento è la memoria emotiva, che ti fa riprovare tutti i sentimenti vissuti; essa ti aiuta nella rappresentazione in quanto li mantiene vivi. Aiuta a ripetere la scena senza riprendere il procedimento per arrivare al sentimento e nello stesso tempo evita la ripetizione sterile della scena.
La memoria emotiva può essere stimolata attraverso i cinque sensi e da oggetti animati, oppure tramite dalle azioni fisiche, dalla logica e coerenza e dal “vero”.
L'attore deve avere una vita intensa, ricca di fantasie ed emozioni, e deve avere inoltre uno stretto contatto con la natura.
Stanislavskij parla di vari tipi di comunicazione: il contatto con se stessi, in cui è difficile individuare con precisione soggetto ed oggetto interiori. Il contatto reciproco fra più attori è più facile, ma è necessario eliminare il “vizio di mestiere”, che non ascoltando la risposta dell'altro, distrugge la continuità del contatto reciproco ed interrompe il flusso dell'energia e dei sentimenti.
Un altro tipo di comunicazione avviene con un oggetto immaginario, dove è importante la funzione del “se” per stabilire un contatto effettivo. Il contatto più difficile è quello col pubblico, che avviene, o indirettamente attraverso il compagno, oppure direttamente con il pubblico sul palcoscenico. Il problema principale sta nell'evitare i “contatti sbagliati” e per fare questo bisogna individuare e conoscere bene l'oggetto con cui comunicare.
La tensione e lo sforzo muscolare disturbano il lavoro interiore e la rievocazione delle esperienze vissute. Si deve riuscire ad individuare i punti di tensione ed a rilassarli, mantenendo tesi solo i muscoli necessari al movimento.
Per poter memorizzare ed apprendere meglio un testo teatrale, questo va diviso durante l'esercitazione in sezioni piccole, che sono più facili da elaborare; invece durante la rappresentazione bisogna tener conto delle sezioni più grandi passando da una all'altra senza perdere di vista lo scopo finale della scena.
Inoltre il tema principale deve essere presente per tutta la durata dello spettacolo e chiaro a tutti gli interpreti, ognuno dei quali lo filtra attraverso il proprio io, e lo assimila attraverso la propria sensibilità. I “se” e “le circostanze date” assumono un senso solo quando trovano la loro relazione con il tema principale. L'attore non deve mai perdere di vista il tema principale perché questo significa spezzare la linea di continuità di vita del dramma ed è la fine per la parte, per l'attore e per tutto lo spettacolo. Grazie a questa linea ininterrotta si può parlare di creazione, e avendone molte di queste linee, è possibile che l'uomo attore e l'uomo personaggio riesca a vivere in scena.

## L'educazione fisica
Nella seconda parte del libro, Stanislavskij scrive che, per arrivare alla realizzazione del personaggio, un passaggio fondamentale è rappresentato dal perfezionamento del nostro apparato fisico in tutti i suoi aspetti; questo, nel suo insieme, deve essere in grado di rappresentare al meglio le sensazioni interiori.
L'educazione fisica serve a rendere il corpo dell'attore robusto e potente ma non deve portare a nessuna deformazione esagerata, infatti la ginnastica deve correggere, non deformare. Si devono correggere i difetti e mantenere le parti già proporzionate. Ad esempio dall'acrobatica bisogna prendere la prontezza di decisione che aiuterà ad essere più sciolti e più agili in scena. La danza non solo raddrizza il corpo ma allarga i movimenti rendendoli precisi e completi. Inoltre scioglie gambe e braccia e dà la giusta impostazione alla spina dorsale. Quando con l'esercizio saremo in grado di sentire dentro di noi l'energia che attraversa il corpo, la chiameremo senso del movimento.
Il modo di camminare ha una importantissima funzione in scena; l'andatura deve essere il più naturale possibile, priva di oscillazioni orizzontali o verticali. Per ottenere questo, una particolare attenzione deve essere dedicata al corretto uso di tutte le parti del corpo: gambe, piedi, dita.
Per quanto riguarda la voce, prima di tutto, bisogna controllare il proprio apparato respiratorio e vocale, ed esercitarlo; la voce va impostata seguendo un metodo preciso. E per fare questo occorre un intenso allenamento. Una volta che la voce è ben impostata bisogna iniziare a parlare come si canta.
Un artista deve inoltre possedere una dizione perfetta; non solo deve sentire mentre parla ogni frase ed ogni parola, ma anche ogni sillaba ed ogni lettera. L'attore deve continuamente sforzarsi di parlare in modo corretto e armonioso sia nella vita che sulla scena. Le pause inoltre mettono in risalto le parole più importanti, separandole dalle altre, e quelle più lunghe sottolineano il significato interiore della frase.
Le pause psicologiche servono a dar vita al pensiero e a comunicare il sottotesto, ovvero la trama che sta sotto al testo, e che ne determina la direzione e il significato.
A teatro, per comunicare meglio con il pubblico, si usa l'intonazione, cioè l'alternanza di crescendo e calando che dà forza alla parola.

## Il tempo-ritmo
Uno dei punti nevralgici del sistema è il tempo-ritmo; ogni nostra azione nella vita è regolata da un tempo-ritmo a cui non prestiamo attenzione. Per l'attore invece è molto importante sviluppare il proprio metronomo interiore che lo aiuti ad individuare e a seguire il tempo-ritmo della scena e della sua recitazione.
In molti testi teatrali sono presenti contemporaneamente diversi tempi-ritmi che si intersecano anche in uno solo personaggio. Per l'attore sviluppare un buon senso del tempo-ritmo è cosa fondamentale per poter rendere al meglio la parte, e solo pochi hanno questo senso innato.

## L'etica e la disciplina nel teatro
L'etica e la disciplina sono aspetti indispensabili alla carriera dell'attore; senza di esse una perfetta e complessa macchina come il teatro smetterebbe ben presto di funzionare. Sono tantissime le persone che concorrono a mettere in scena un pezzo teatrale e senza una severa disciplina non sarebbe assolutamente possibile la realizzazione di uno spettacolo.
Inoltre, l'etica per un attore vuol dire affrontare il proprio lavoro in maniera responsabile avendo cura della propria parte, ma anche di quella dei colleghi e dei compagni. Deve inoltre impostare la propria vita privata con gli stessi principi.

## Sintesi finale
Per riassumere il metodo si esemplifica la sensibilità scenica generale con un sistema basato su tre idee fondamentali:
1. l'arte dell'attore drammatico è l'arte dell'azione interiore ed esteriore.
2. la seconda riprende la massima di Puskin: la verità delle passioni e la verosimiglianza dei sentimenti nelle “circostanze date”.
3. la terza mette in evidenza che la creazione inconscia della natura passa attraverso la psicotecnica cosciente dell'attore.

Partendo da queste basi si costruisce tutto il resto attraverso il “processo della riviviscenza” e il “processo della personificazione”. Con l'aiuto dei tre motori fondamentali della vita psichica, l'intelletto, la volontà e il sentimento, che attraversano il “testo” e la “parte”, vengono gettati i semi che danno vita al processo creativo che mano a mano che si sviluppa, diviene più armonioso.
La nostra parte interiore con tutte le sue qualità, le sue facoltà e possibilità, le sue doti naturali, le sue abilità artistiche e le sue doti acquisite, filtra gli elementi spirituali del personaggio e genera le linee di tendenza definitive, formate dalla fusione di questi elementi interni ed esterni. Queste andranno infine a confluire e ad annodarsi nella sensibilità scenica generale e nella “linea d'azione” della parte che tende al “super compito” finale.